# Adrian Szczepański
Pour les articles homonymes, voir Szczepański.
Adrian Szczepański, né le 30 octobre 1963 à Opole (Pologne), est un joueur de football polonais. Il évoluait au poste d'attaquant.

## Carrière
- 1982-1983 : Gwardia Varsovie  Pologne
- 1984-1986 : Motor Lublin  Pologne
- 1987-1988 : Lech Poznań  Pologne
- 1988-1989 : JGA Nevers  France
- 1989-1991 : La Roche Vendée Football  France[1]